# Шишма (Башкортостан)
Шишма (баш. Шишмә) — деревня в Ибраевском сельсовете муниципального района Альшеевский район Республики Башкортостан России. Живут русские, башкиры (2002).

## История
Возник в 1950‑е гг. в связи с организацией базы Башкирской конторы Всесоюзного гособъединения «Заготскот» как посёлок работников и их семей этой базы.
Статус деревня посёлок хозяйства Заготскота приобрёл согласно Закону Республики Башкортостан от 20 июля 2005 года N 211-з «О внесении изменений в административно-территориальное устройство Республики Башкортостан в связи с образованием, объединением, упразднением и изменением статуса населенных пунктов, переносом административных центров», ст.1

6. Изменить статус следующих населенных пунктов, установив тип поселения — деревня:

…
2) в Альшеевском районе:

…

з) поселка хозяйства Заготскота Ибраевского сельсовета;
До 10 сентября 2007 года называлась Деревней хозяйства Заготскота. Переименование прошло согласно Постановлению Правительства РФ от 10 сентября 2007 г. N 572 «О присвоении наименований географическим объектам и переименовании географических объектов в Республике Адыгея, Республике Башкортостан, Ленинградской, Смоленской И Челябинской областях», вместе с 12 населёнными пунктами района:

 переименовать в Республике Башкортостан:

в Альшеевском районе — деревню разъезда Аврюз в деревню Григорьевка, село Демского отделения Раевского совхоза в село Дим, деревню Зеленоклиновского отделения Кызыльского совхоза в деревню Зеленый Клин, деревню Красноклиновского отделения Раевского совхоза в деревню Красный Клин, деревню Линдовского отделения Раевского совхоза в деревню Линда, деревню 1-го отделения Кызыльского совхоза в деревню Сулпан, село сельхозтехникума в село Ким, деревню разъезда Слак в деревню Хусаин, деревню хозяйства Заготскота в деревню Шишма, деревню 3-го отделения совхоза «Шафраново» в деревню Каменка, село совхоза «Шафраново» в село Мечниково, деревню 2-го отделения Кызыльского совхоза в деревню Ярташлы; 

## Географическое положение
Расстояние до:
- районного центра (Раевский): 10 км,
- центра сельсовета (Новосепяшево): 6 км,
- ближайшей железнодорожной станции (Раевка): 10 км.

## Население
| 2002 | 2009 | 2010 |
| ---- | ---- | ---- |
| 195  | →195 | ↘158 |

Историческая численность населения: в 1959—124 чел.; 1989—188; 2002—195; 2010—158. 

## Инфраструктура
фельдшерско-акушерский пункт.